# Pinscher austriaco a pelo corto
Il Pinscher austriaco a pelo corto  (detto anche Austrian Pinscher o Österreichischer Pinscher) è una razza canina di origine austriaca riconosciuta dalla FCI (Standard N. 64, Gruppo 2, Sezione 1).

## Storia

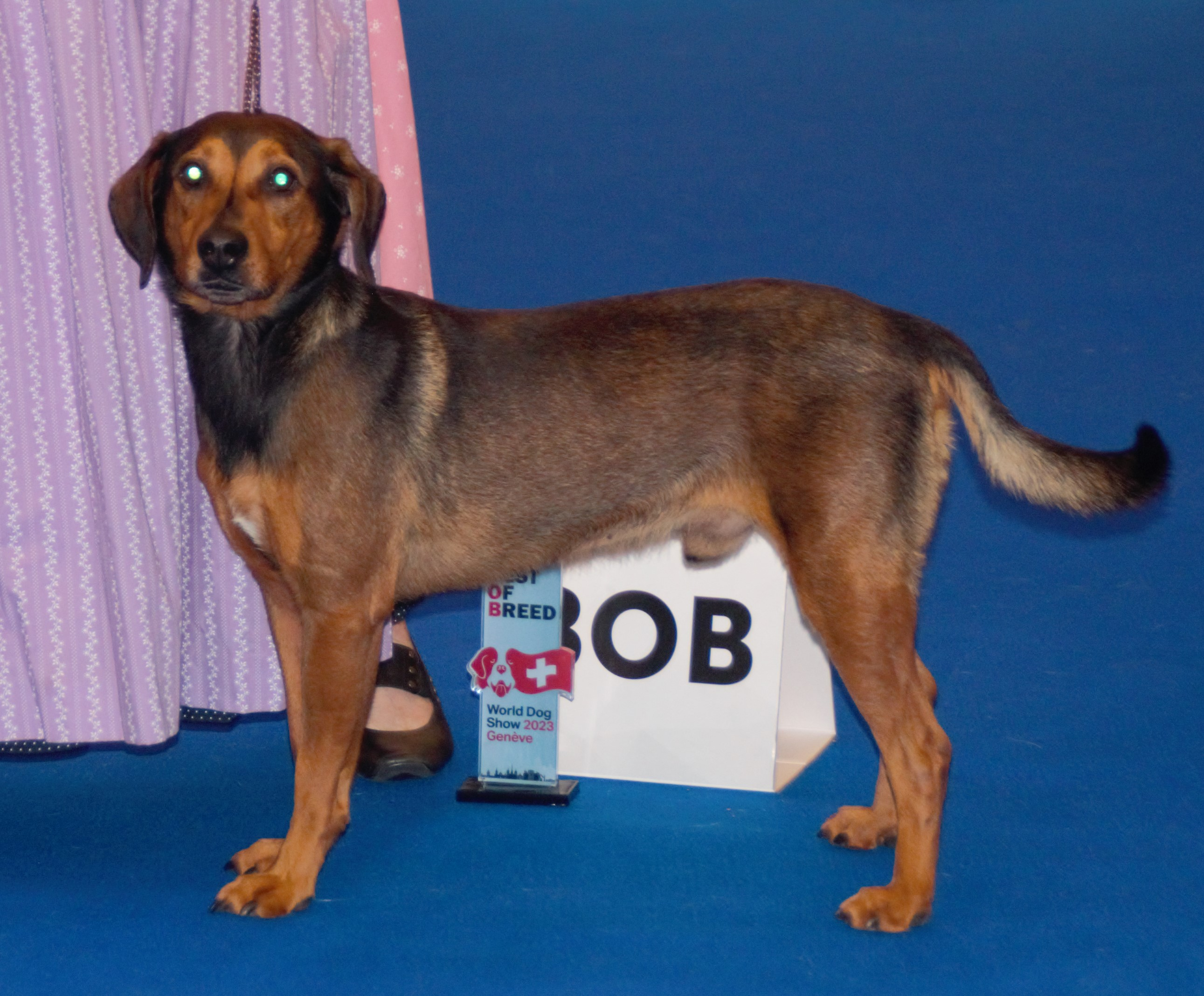
Pinscher austriaco a una gara

La razza discende dagli antichi pinscher austriaci, che erano molto diffusi fino alla seconda metà del XIX secolo, essendo un modesto e versatile cane da fattoria.
Il 16 ottobre 1928, la razza fu riconosciuta dall'Austrian Kennel Club con il nome di Österreichischer kurzhaariger Pinscher (pinscher austriaco a pelo corto). Nel 2000, il nome della razza venne modificato in Österreichischer Pinscher (o Austrian Pinscher).

## Descrizione

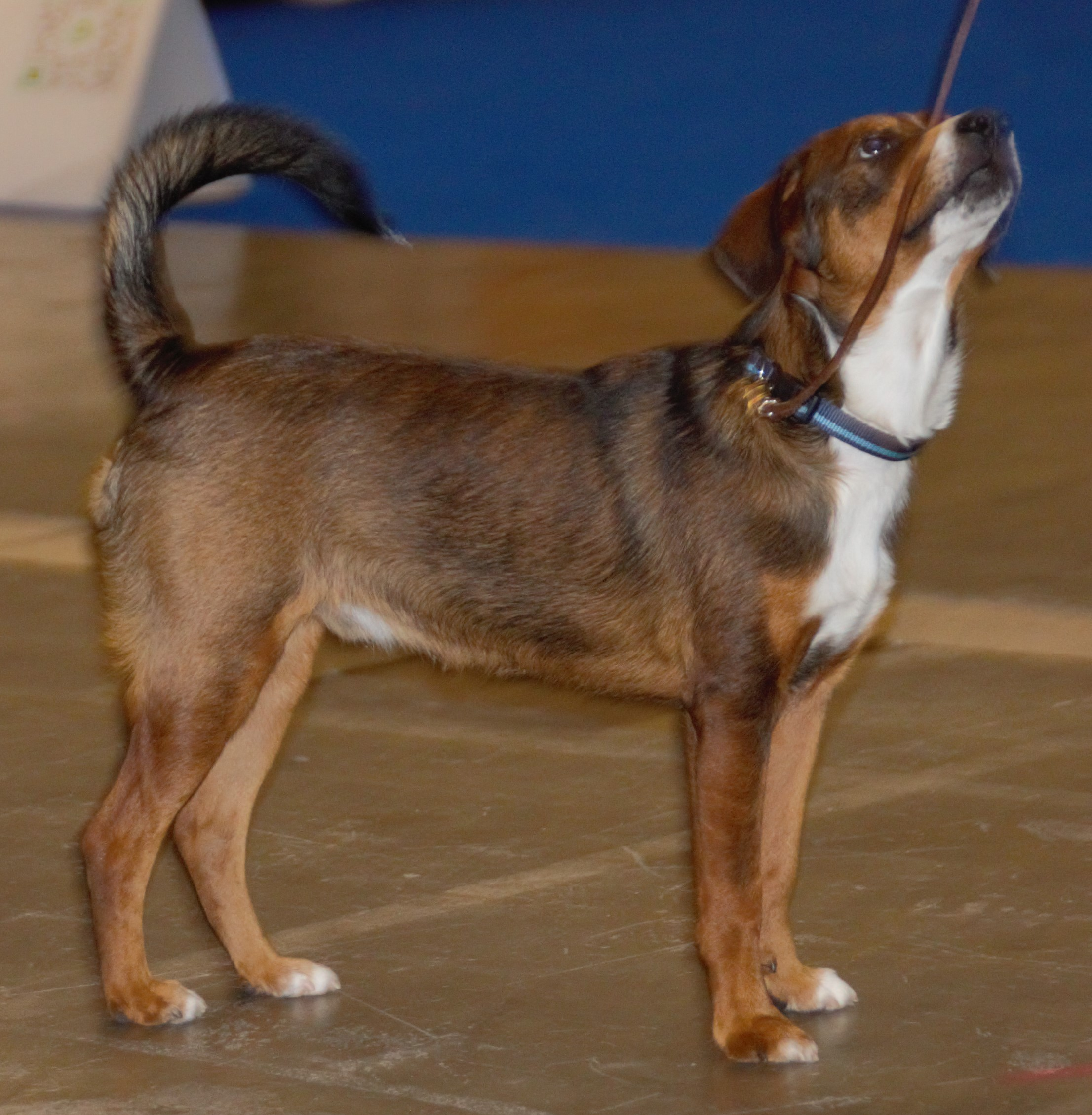
Pinscher austriaco

La coda è posizionata alta, portata frequentemente sul dorso e arrotolata. È inoltre corta, grossolana e spessa. Dove la legge lo permette, è a volte accorciata a tagliata corta.
Alcuni esemplari possono nascere anuri o brachiuri.
Il pelo è corto e diritto con un medio sottopelo. Il giallo, il fulvo, il bruno-giallo, il rosso e il nero-bruno sono i colori ammessi. Le orecchie sono a V, oppure a rosa. Se il cane possiede le orecchie con la forma a rosa, questo è considerato un pregio molto raro alle esposizioni. Semi cadenti o dritte. La testa ha una forma piriforme, con le arcate zigomatiche molto ben sviluppate e il cranio sufficientemente largo. Muscoli temporali e masseteri possenti, stop molto marcato, muso forte ma corto, non troppo appuntito ma nemmeno largo o ottuso. Labbra chiuse, lisce, ben tese sui mascellari.

## Carattere

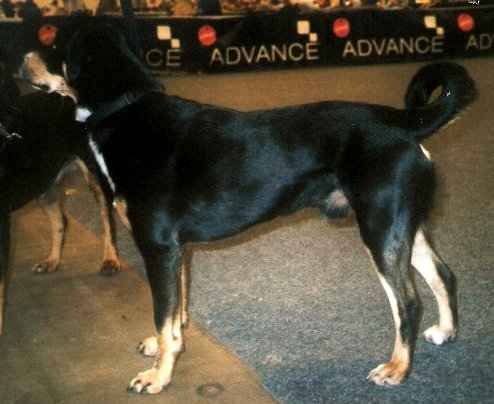
Pinscher austriaco nero focato

Assertivo, brioso, vigile, giocoso e specialmente devoto e amichevole con le persone amiche della sua famiglia e di lui. Contro gli stranieri è sospettoso e un'incorruttibile guardia. Il suo istinto per la caccia è poco sfruttato.